# Desnuda frente a ti
«Desnuda frente a ti» es el quinto sencillo de la cantante Chenoa extraído de su primer disco homónimo llamado Chenoa, el tema no contó con promoción ni videoclip, pero se usó para presentar su CD en directo Mis canciones favoritas que se lanzó en edición limitada de 100 000 copias y se agotó al poco tiempo. El DVD está basado en un concierto acústico donde Chenoa interpretó este tema y cuyo video de la interpretación cuenta con 150 000 visitas en YouTube.